# Het Ketelhuis

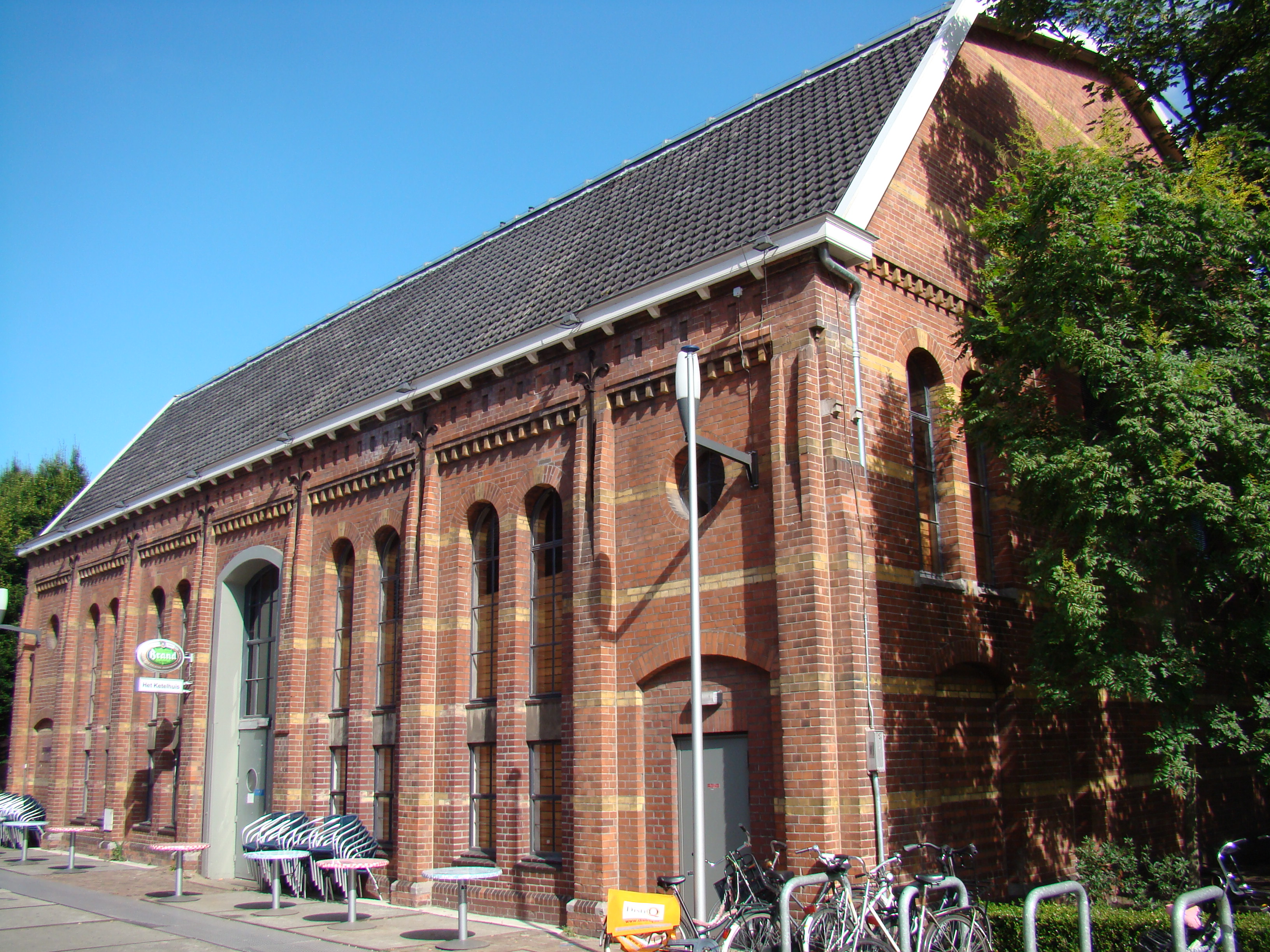
Het Ketelhuis op het terrein van de Westergasfabriek

Het Ketelhuis is een Nederlands filmtheater dat sinds 1999 gevestigd is in cultuurpark Westergasfabriek in Amsterdam. Er worden Nederlandse films, Europese arthousefilms, documentaires en familiefilms vertoond.

## Geschiedenis
Het Ketelhuis werd gesticht omdat er behoefte was aan een 'broedplek' en vertoningsplek voor de Nederlandse filmindustrie. Theater- en filmproducenten Ton Schippers en Marc van Warmerdam kregen toestemming van de gemeente Amsterdam om zolang de toekomstplannen van de Westergasfabriek nog niet bekend waren er voor drie jaar een tijdelijke bioscoop in te richten.
Na enkele roerige jaren waarin Het Ketelhuis meerdere keren bijna failliet ging, kreeg het na drie jaar toestemming om zich definitief te vestigen in cultuurpark Westergasfabriek. In 2005 werd besloten tot uitbreiding van de bioscoop en ging de locatie dicht voor verbouwing. Bezoekers van de laatste voorstelling werden uitgenodigd het bioscoopmeubilair mee te nemen. De bioscoop vestigde zich tijdens de verbouwing aan de overkant, in de Openbare Verlichting. De tijdelijke locatie kenmerkte zich door het gebruik van (lig)banken in plaats van bioscoopstoelen.
Op 13 september 2006 ging het vernieuwde Ketelhuis met drie zalen open. Het trok in de eerste week meteen een hoog bezoekersaantal, mede dankzij de première van Paul Verhoevens film Zwartboek.
Het Ketelhuis neemt deel aan het samenwerkingsverband Cineville en is jaarlijks in maart de locatie van o.a. de Roze Filmdagen, IDFA en Het Ketelhuis.

## Trivia
Het exterieur van Het Ketelhuis was van 1999 tot en met 2013 het decor geweest van achtereenvolgens Scala, Teluma en Dansatoria in de soap Goede tijden, slechte tijden.